# 헨리 깁슨
헨리 깁슨(Henry Gibson, 1935년 9월 21일~2009년 9월 14일)는 미국의 배우, 공군 장교, 작곡가 겸 작사가, 텔레비전 배우, 영화배우, 성우이다.

## 영화
- 쿵후 프리즌 (2007년)
- 가장 무서운 이야기 (2006년)
- 웨딩 크래셔 (2005년) - 오닐 신부 역
- 이어 댓 트렘블 (2002년)
- 럭 오브 더 아이리시 (2001년)
- 스트레인저 인 더 킹덤 (1999년)
- 매그놀리아 (1999년)
- 킹 오브 더 힐 (1997년)
- 컬러 오브 어 브리스크 앤 리핑 데이 (1996년)
- 어사일럼 (1996년)
- 바이오돔 (1996년)
- 마더 나이트 (1996년)
- 사브리나 - TV 시리즈 (1996년)
- 마녀의 산 (1995년)
- 톰과 제리 (1992년)
- 마술 풍선 (1990년)
- 나이트 비지터 (1990년)
- 그렘린 2 - 뉴욕 대소동 (1990년)
- 에니메이터 (1989년)
- 유령 마을 (1989년) - 닥터 워너 크로펙 역
- 80일간의 세계일주 (1989년)
- 핫 뉴스 (1988년)
- 이너스페이스 (1987년)
- 공포의 실로폰 (1986년)
- 전격 Z작전 (1982년)
- 더 폴 가이 (1981년)
- 튤립 (1981년)
- 엄마가 작아졌어요 (1981년)
- 블루스 브라더스 (1980년)
- 아마츄어 나이트 (1979년)
- 원더 우먼 (1975년)
- 내쉬빌 (1975년)
- 원더 우먼 - TV 시리즈 (1975년)
- 샬롯의 거미줄 (1973년)
- 긴 이별 (1973년)
- 데이빗 프로스트 쇼 (1969년)
- 아내는 요술쟁이 (1964년)
- 키스 미 스투피드 (1964년)
- 너티 프로페서 (1963년)